# Bank of Italy (Fresno)
El Bank of Italy es un edificio histórico en el centro de Fresno en California (Estados Unidos). Tiene 9 pisos y mide 38 m. Se completó en 1918 para el Bank of Italy, que luego se convirtió en el Bank of America . Su diseñador jefe fue Charles H. Franklin de R. F. Felchlin Company. Es el noveno más alto de la ciudad y está incluido en el Registro Nacional de Lugares Históricos. Se vendió a Penstar Group, un desarrollador con sede en Fresno, en 2009. En la actualidad se encuentra vacío.

## Arquitectura
Su fachada tiene terracota y ladrillos ornamentados y su diseño presenta paneles de enjuta muy ornamentados, cornisas, hileras de cinturones y molduras de ventanas en el primer piso.
El vestíbulo interior se distingue por un techo de yeso decorativo de 7,6 m, piso y escaleras de mármol, puertas de ascensor de latón grabado, buzón de latón, barandillas de escalera de caoba maciza y reloj de pared original.